# Coleophora flavipennella
Coleophora flavipennella là một loài bướm đêm thuộc họ Coleophoridae. Nó được tìm thấy ở châu Âu.
Sải cánh dài 11–13 mm. Con trưởng thành bay từ tháng 7 đến tháng 8 tùy theo địa điểm.
Ấu trùng ăn oak và supposedly also on pear trees.